# Boninthemis
Boninthemis is een geslacht van libellen (Odonata) uit de familie van de korenbouten (Libellulidae).

## Soorten
Boninthemis omvat 1 soort:
- Boninthemis insularis (Matsumura, 1913)